# کلیسای جامع بارسلونا
کلیسای جامع بارسلون یک کلیسا واقع در بارسلون، اسپانیا می‌باشد.
این کلیسا در سال ۱۲۹۸ شروع به ساخت و در سال ۱۴۱۷ بخش اولیه آن ساخته شده، کلیسای بارسلون در ابتدا دارای دو برج بود سپس در سال ۱۹۱۳ برج مرکزی آن ساخته شده‌است.

## نگارخانه

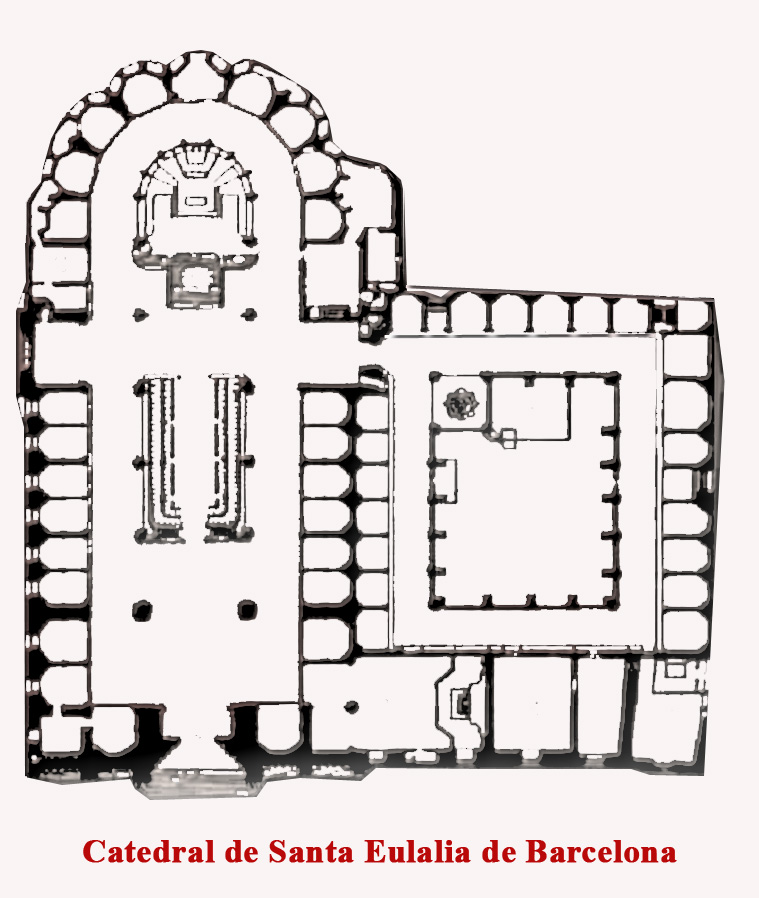
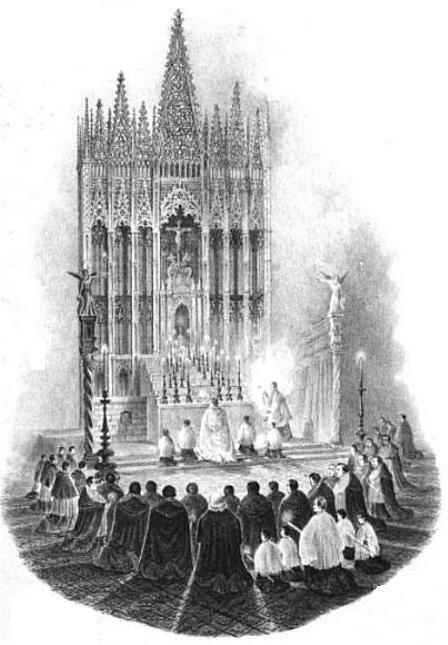
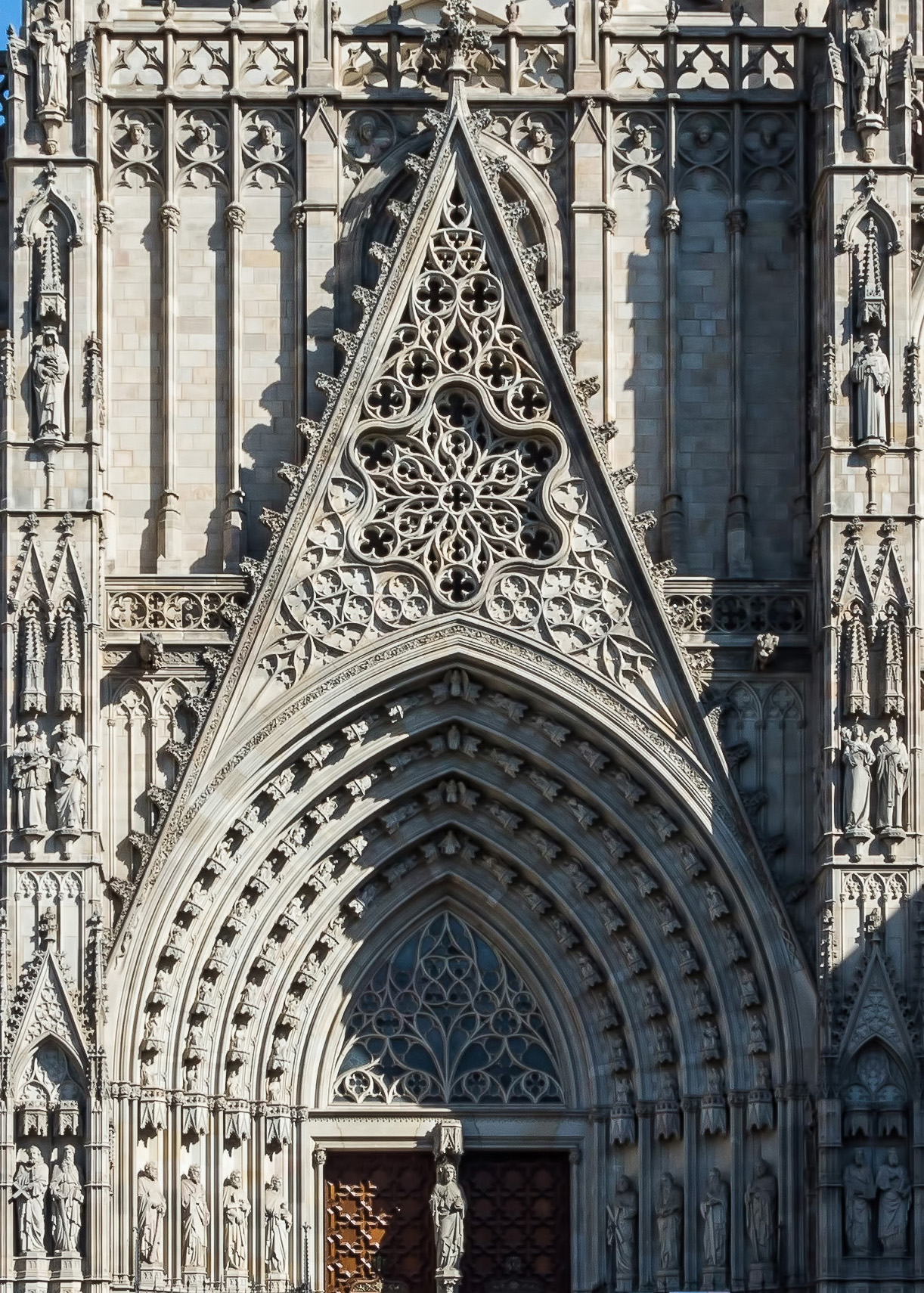
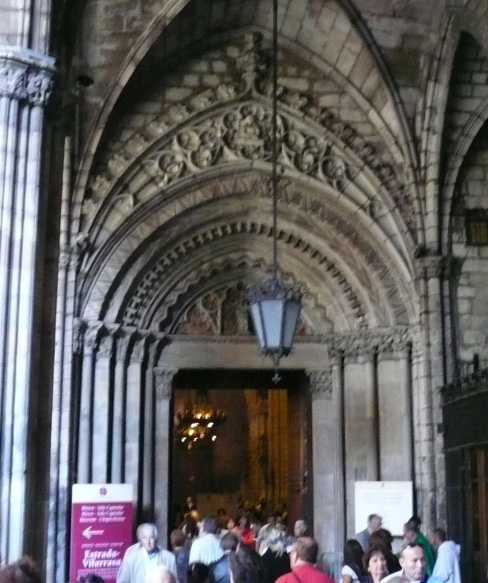
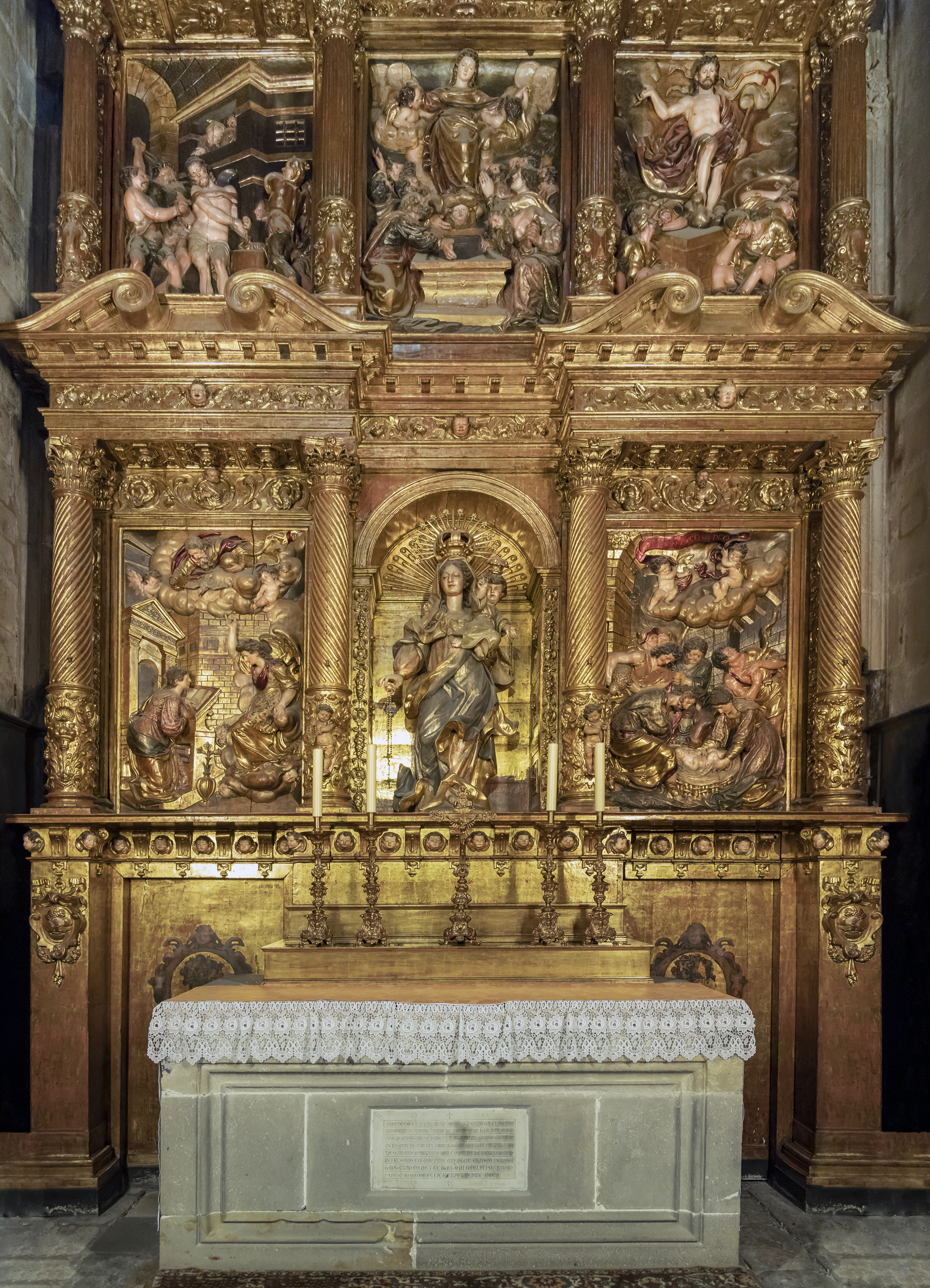
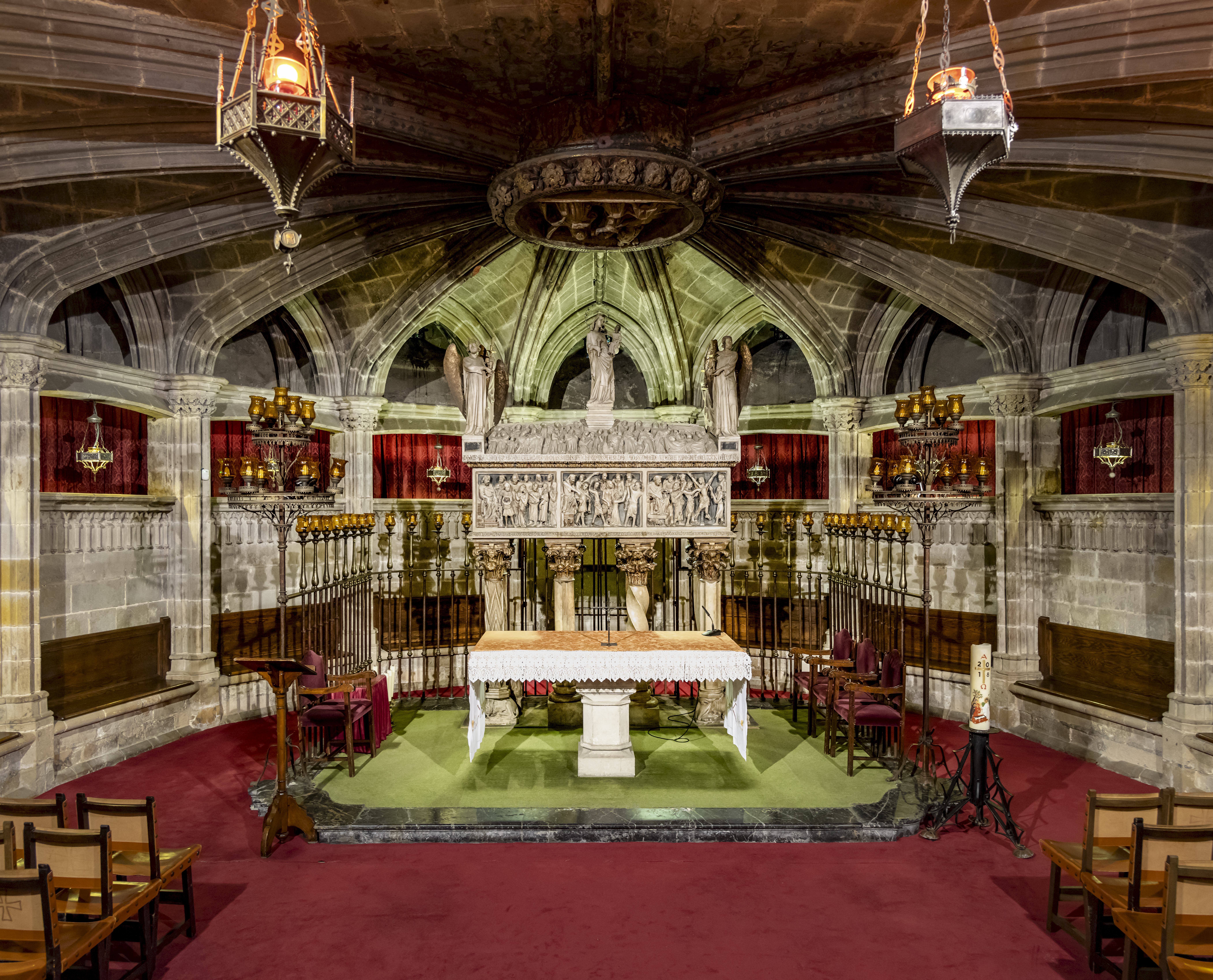
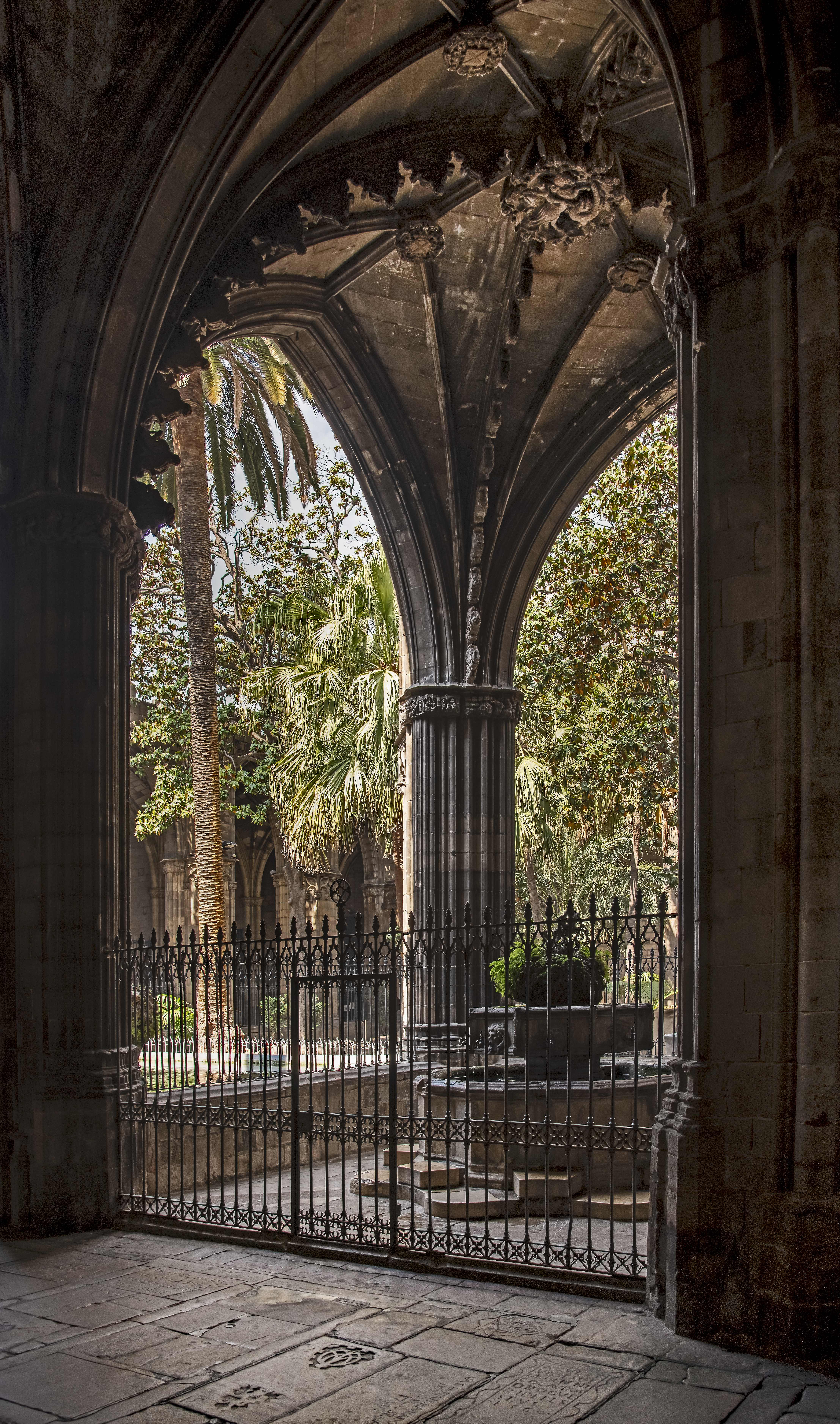
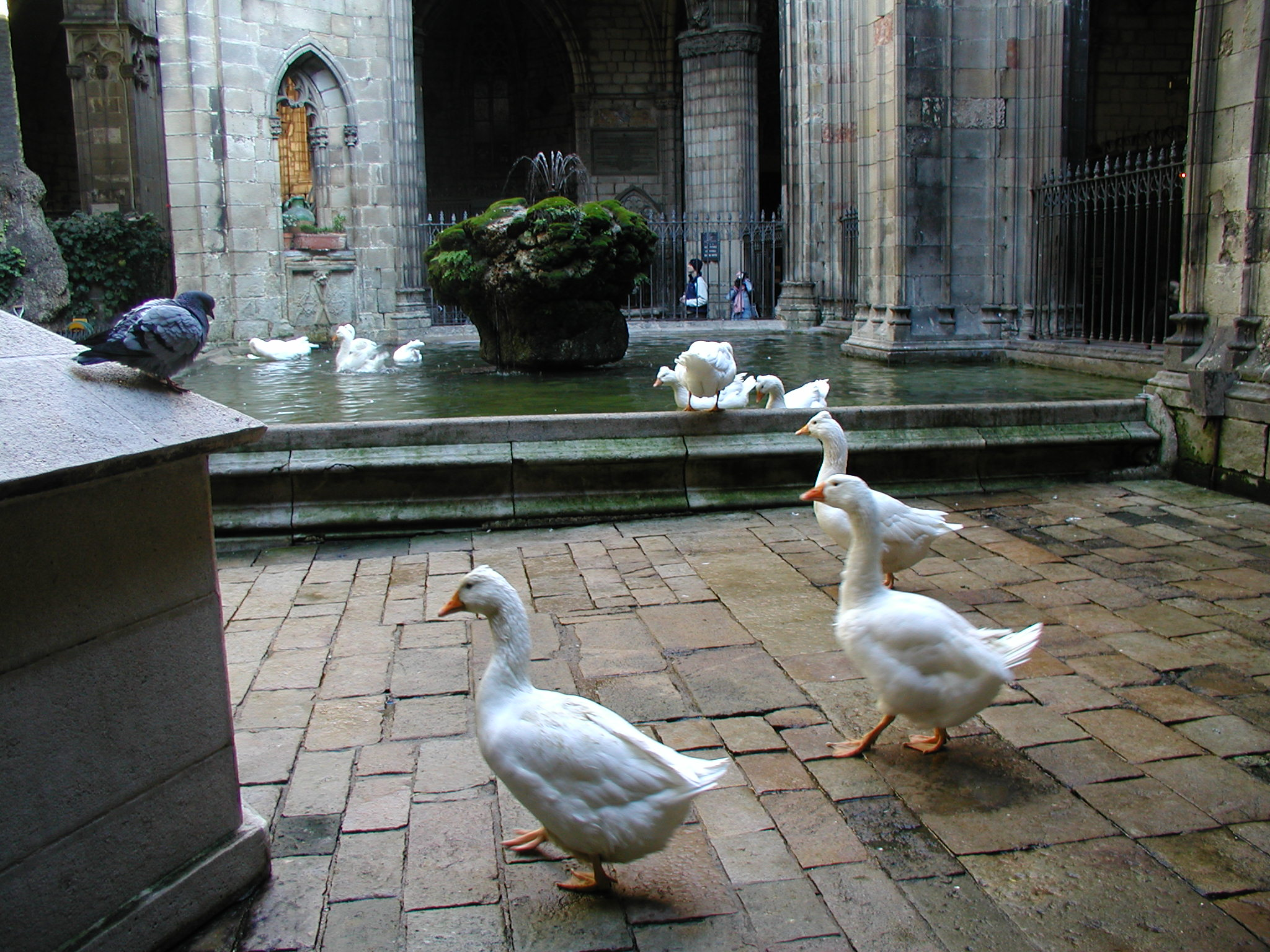
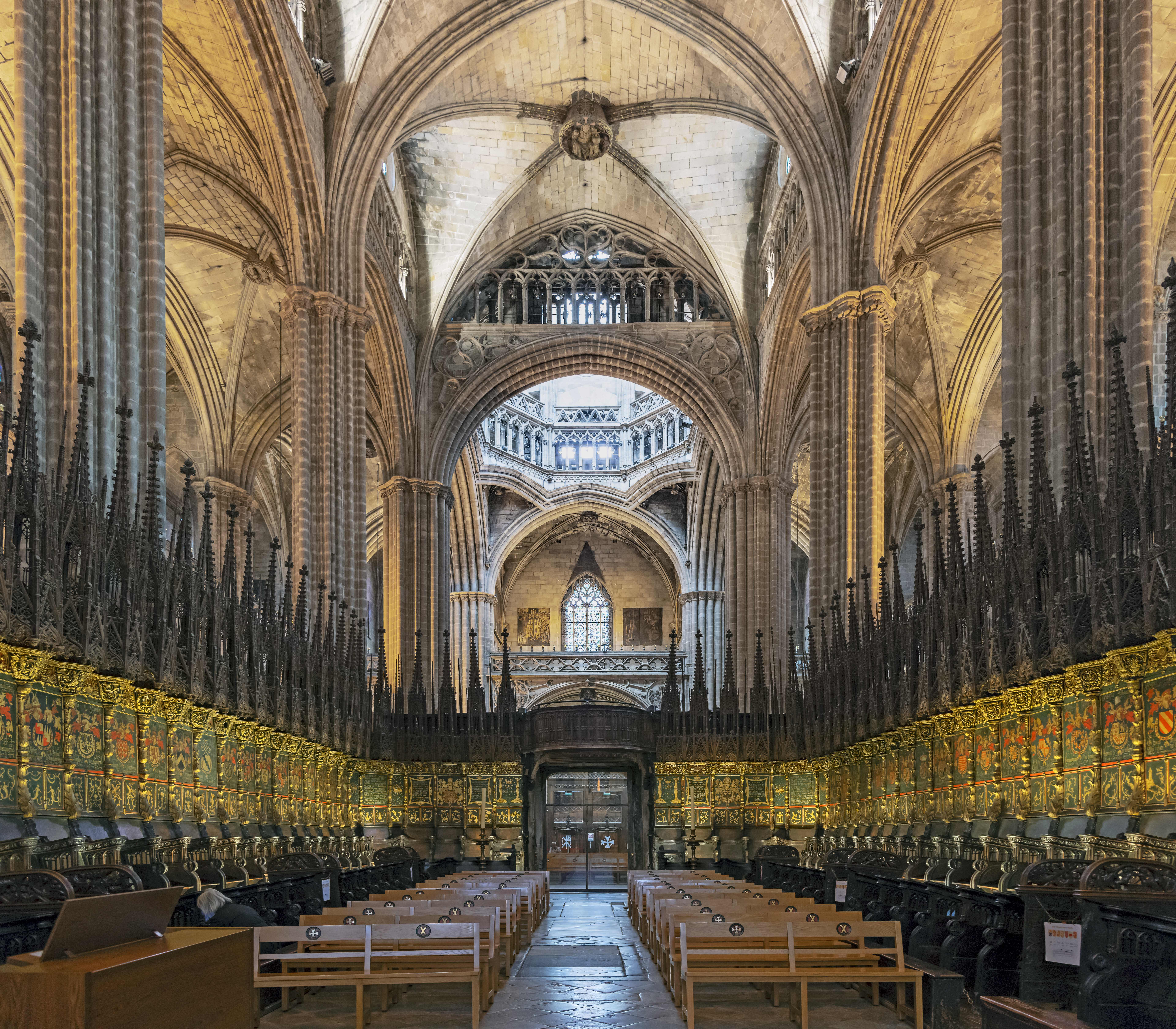
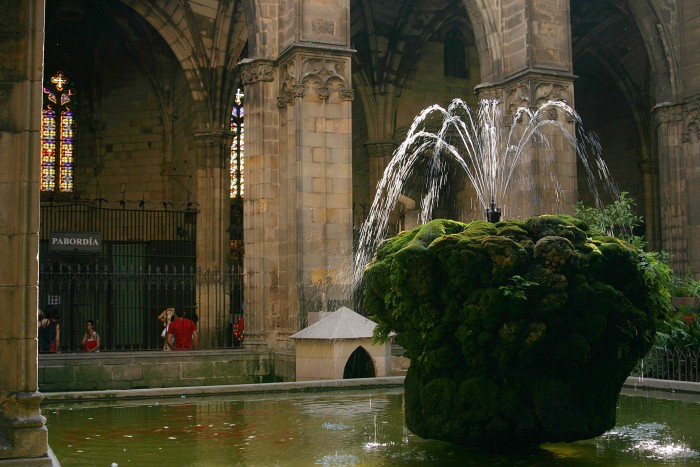
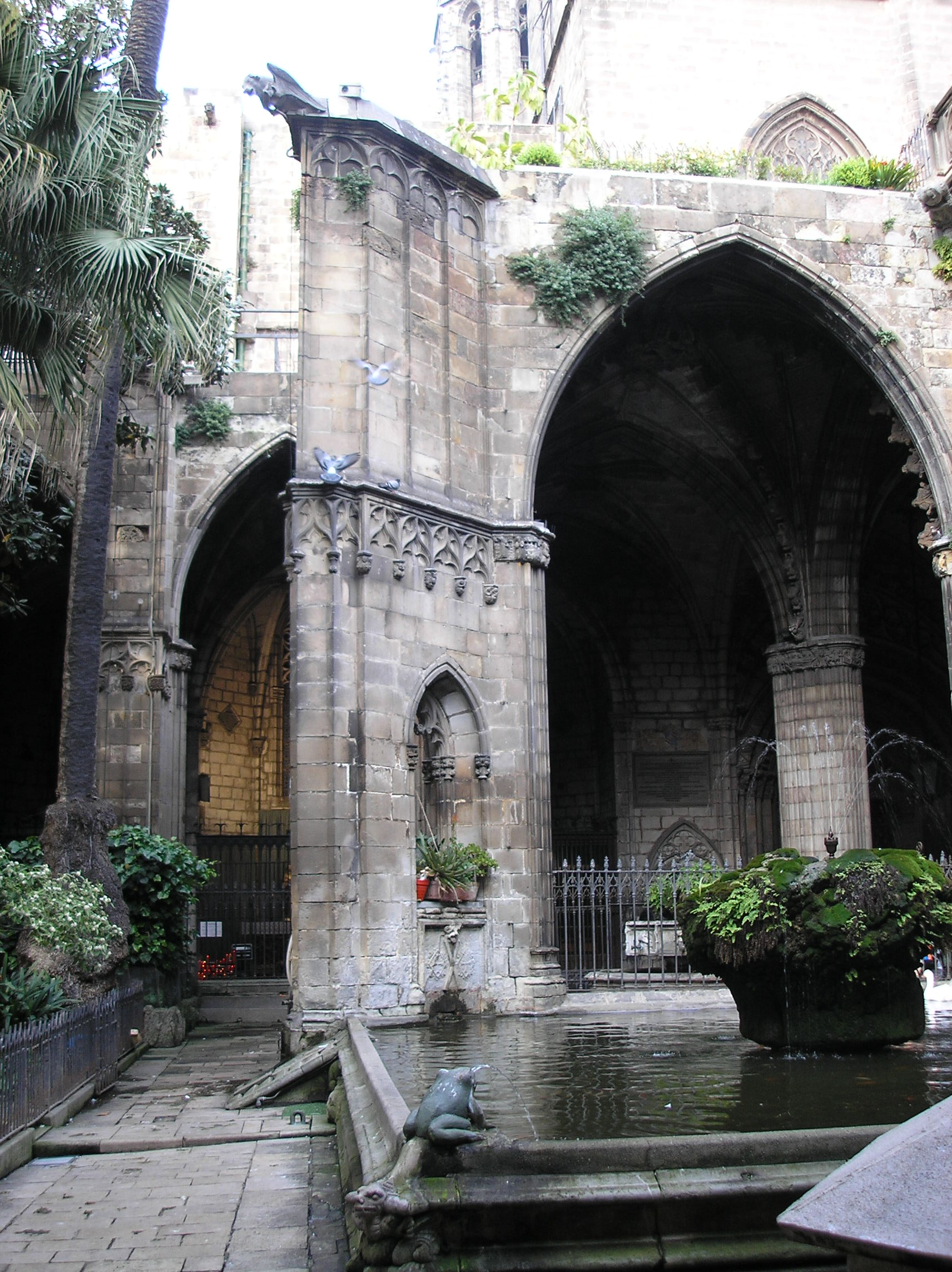
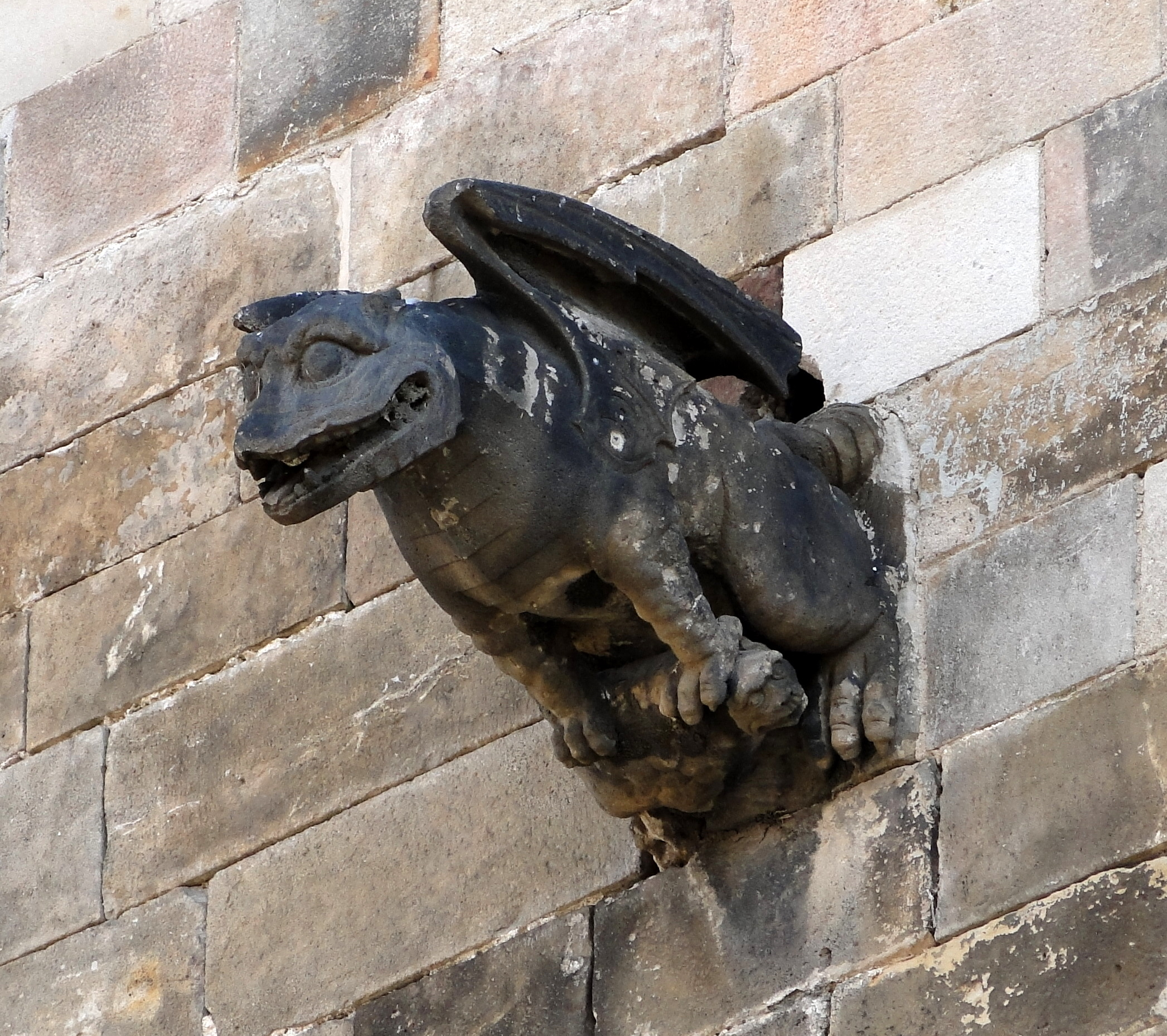
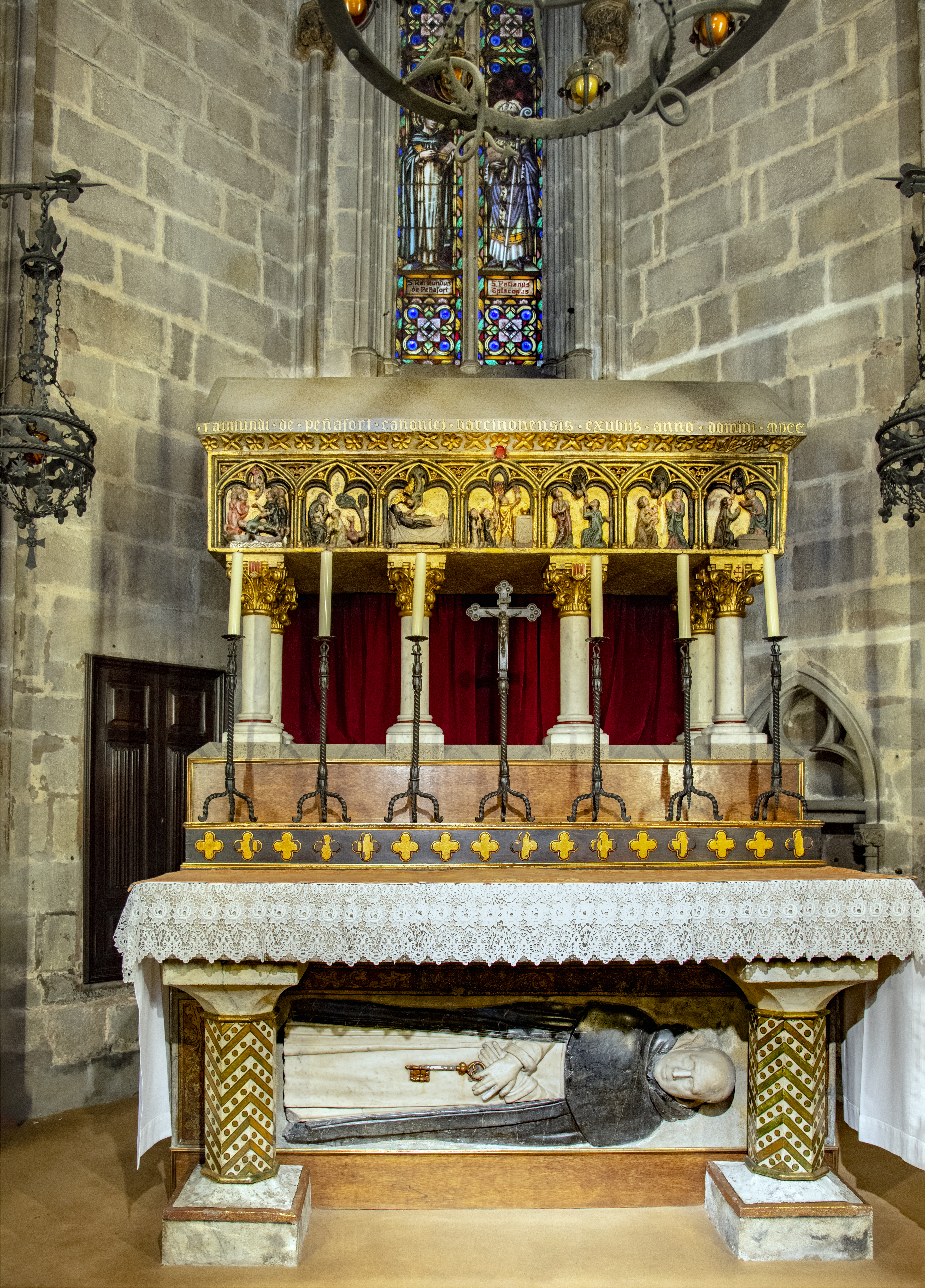
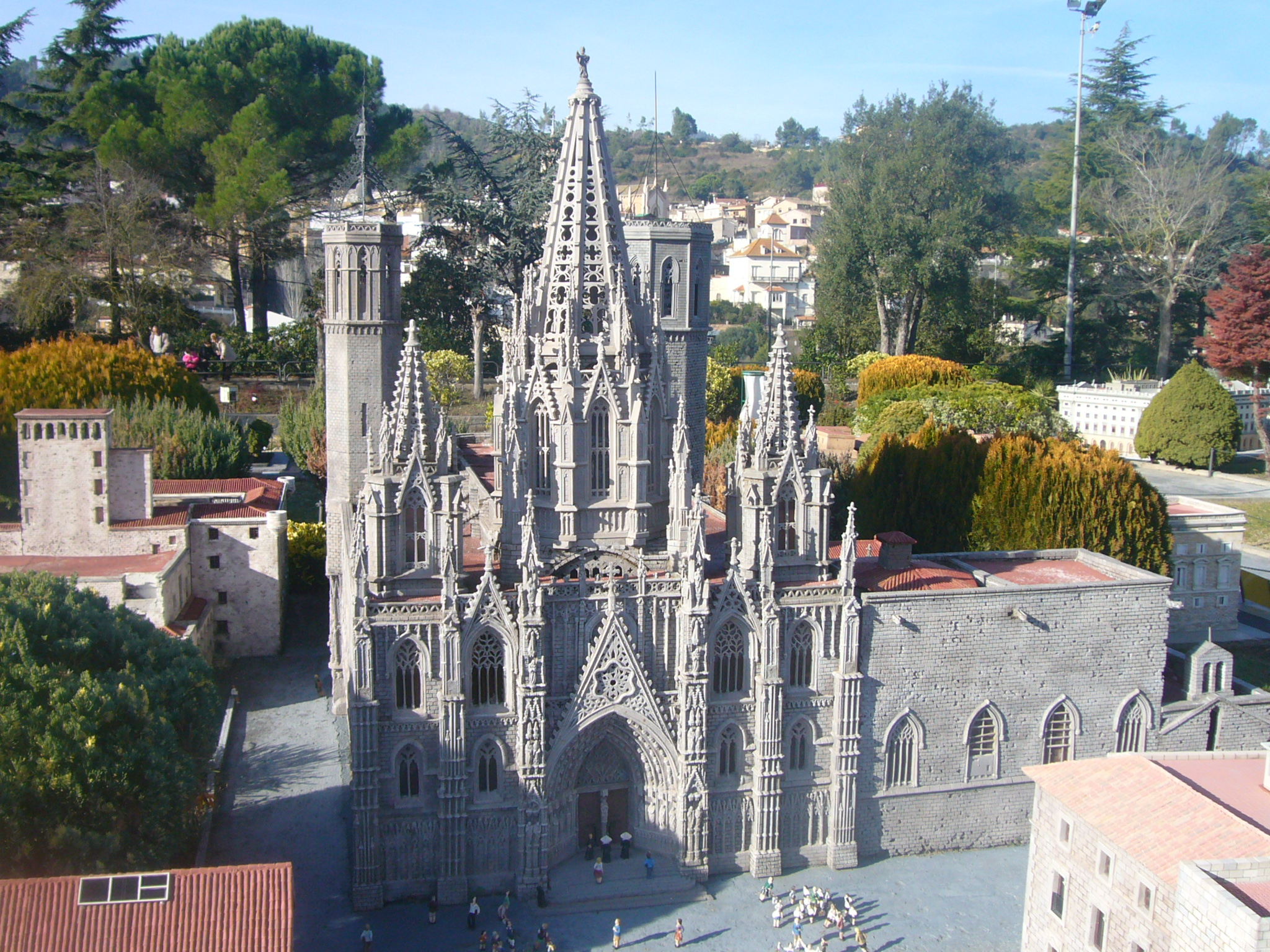
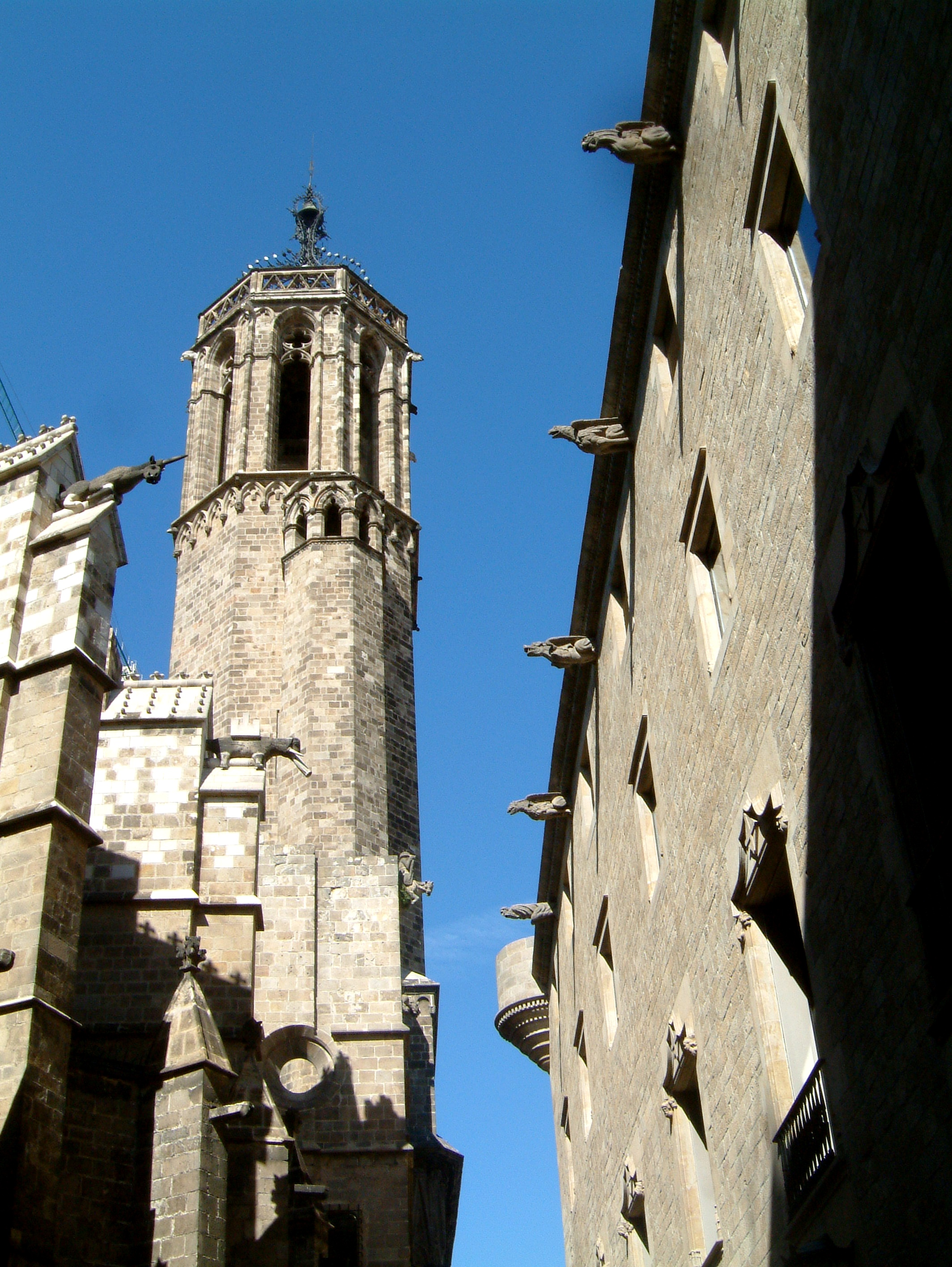